# Croce commemorativa per soccorso umanitario all'estero
La Croce commemorativa  "Pro humanitate" delle operazioni di soccorso umanitario all'estero, con nastrino e diploma, è stata istituita con Decreto interministeriale del 27 novembre 1996 per il personale:
- militare e civile della Difesa
- della Guardia di Finanza,
- del Corpo Militare e del Corpo delle infermiere volontarie della Croce Rossa Italiana,
- del Ministero dell'interno,
- del Ministero dei trasporti e della navigazione,
- straniero, selezionato e benemerito dello Stato italiano,

che, con alto senso del dovere, irreprensibile comportamento disciplinare e ammirevole spirito di solidarietà umana abbia prestato servizio in Forze o missione impegnate nel soccorso umanitario di popolazioni al di fuori del territorio nazionale in base ad accordi bilaterali, multilaterali o per conto dell'ONU.
È il Capo di Stato Maggiore della Difesa che indica con propria decretazione le Forze, le missioni ed il periodo di inizio e termine delle operazioni, nonché le zone di intervento che danno luogo alla concessione della medaglia, oltre alle scritte da apporre sulla fascetta di bronzo e sul diploma.

## Criteri di eleggibilità
Il riconoscimento viene concesso ai reparti delle Forze armate italiane dotati di bandiera nazionale ed alle navi da guerra dotate di bandiera di combattimento e alla bandiera d'Arma della Marina militare quando riunite in Gruppo o Comando complesso costituito per la specifica esigenza, nonché al personale delle Forze armate e dei sopra menzionati Dicasteri che siano stati effettivamente impegnati, anche in epoche successive e in aree diverse, nelle forze o nelle missioni per un periodo complessivo non inferiore a 45 giorni o per l'intero protrarsi dell'intervento umanitario nazionale in una singola area, qualora questo sia di durata inferiore a 45 giorni, ma non a 15.
Per gli equipaggi di volo sono sufficienti 15 missioni di volo su aeromobile ad ala fissa o 30 missioni di volo su aeromobili ad ala rotante, effettuati nelle zone d'intervento.
Si prescinde da limiti temporali nei confronti del personale che, nel corso dell'impiego presso la Forza o la missione, sia deceduto ovvero abbia riportato ferite o mutilazione o contratto malattie che ne abbiano determinato il ritiro.

## Insegne

### Medaglia
Ha la forma di una croce patente a quattro braccia uguali, inscritta in un cerchio formato da due fronde di olivo di 40 mm. di diametro.
È in metallo argentato con attacco a nastro, pesa circa 25  g
Riporta sul recto, in rilievo, al centro, la scritta "Pro humanitate".
Sul verso, al centro è posta una stella a cinque punte.

### Nastro
Di seta marrone, largo 37 mm, con al centro tre bande di due mm. ciascuna di colore verde, bianco e rosso, nell'ordine.

### Fascette
Coloro che avendo partecipato a più forze o missioni abbiano ottenuto più volte il riconoscimento con fascetta di bronzo portano secondo le modalità stabilite dal Regolamento sull'uniforme, una sola insegna apponendo sul nastro, per ogni riconoscimento ottenuto, una fascetta di metallo color bronzo raffigurante un serto d'olivo raccolto da un cartiglio sul quale è iscritta, in rilievo, la denominazione dell'area geografica o nazione dove ha avuto luogo l'intervento:
- ALBANIA 1 (1991)
- ALBANIA 2 (1997)
- MACEDONIA (1999-2000)
- IRAQ 2003
- IRAQ 2004
- INDUS (2005-2006)

Di seguito alcune esplicazioni:
ALBANIA 1Operazione "Pellicano" secondo accordi bilaterali Italia-Albania perfezionati nel MoU del 26.08.1991, che si è svolta tra il primo settembre 1991 ed il 4 dicembre 1993.
ALBANIA 2Operazione "Alba" nell'abito della risoluzione ONU n. 1001 del 28 marzo 1997 e n. 1114 del 19 giugno 1997, che si è svolta tra il 15 aprile 1997 ed il 12 agosto 1997; per questa missione, con Decreto Interministeriale del 22 marzo 1999 è stato ridotto a 30 giorni il periodo di permanenza ed a quindici il numero di missioni per gli equipaggi di volo a prescindere dal predetto limite temporale ed al tipo di aeromobile.
MACEDONIAOperazione "Joint Guarantor" vista la L. 77/99 in attuazione della risoluzione ONU 1203/98 e personale inviato nell'ambito della missione per compiti umanitari e di protezione militare di cui al D.L. n. 110 del 21 aprile 1999, a partire dal 5 novembre 1998
Operazione "ALBIT" nell'ambito dell'accordo bilaterale tra Italia e Albania

### Nastrino
Coloro che hanno partecipato a più forze o missioni portano, secondo le modalità stabilite dal Regolamento sull'uniforme, un solo un nastrino, con gli stessi colori del nastro nell'identica sequenza, completato rispettivamente con una o due stellette di bronzo o una stelletta d'argento se i riconoscimento sono rispettivamente due, tre o più di tre.
| Nastrini     |              |              |                     |
| 1 operazione | 2 operazioni | 3 operazioni | più di 3 operazioni |

## Diploma
Riporta i dati anagrafici dell'insignito, il reparto o ente di appartenenza e le Forze presso cui la missione è stata svolta.